# Nel Noddings
Nel Noddings (født 19. januar 1929, død 25. august 2022) var en amerikansk feminist og filosof, der er mest kendt for sit arbejde inden for pædagogisk filosofi, uddannelsesteori og omsorgsetik. Hendes bog Pædagogisk filosofi udkom på dansk på Forlaget Klim i 1998.
Nel Noddings' feminine tilgang til etik er baseret på en kritik af den traditionelle etik, som hun mente var baseret på maskuline værdier. Derfor foreslog hun i stedet en omsorgsetik, som er baseret på kvindelige værdier om omsorg og relationer.

## Værker

### På engelsk
- Awakening the Inner Eye: Intuition in Education (co-author with Paul J. Shore). New York: Teachers College Columbia University, 1984.
- Caring: A Feminine Approach to Ethics and Moral Education. Berkeley: University of California Press, 1984. Publisher's promotion
- Women and Evil. Berkeley: University of California Press, 1989. Publisher's promotion
- Constructivist Views on the Teaching and Learning of Mathematics (co-author with Robert B. Davis and Carolyn Alexander Maher). Journal for Research in Mathematics Education, Monograph no. 4, Reston, Va.: National Council of Teachers of Mathematics, 1990.
- Stories Lives Tell: Narrative and Dialogue in Education (co-author with Carol Witherell). New York: Teachers College Press, 1991.
- The Challenge to Care in Schools: An Alternative Approach to Education. Advances in Contemporary Educational Thought series, vol. 8. New York: Teachers College Press, 1992.
- Educating for Intelligent Belief or Unbelief. The John Dewey Lecture. New York: Teachers College Press, 1993.
- Philosophy of Education. Dimensions of Philosophy series. Boulder, Colorado: Westview Press, 1995.
- Caregiving: Readings in Knowledge, Practice, Ethics, and Politics (co-edited with Suzanne Gordon, Patricia E. Benner). Studies in Health, Illness, and Caregiving in America. Philadelphia: University of Pennsylvania Press, 1996.
- Awakening the Inner Eye: Intuition in Education (co-author with Paul J. Shore). Troy, NY: Educator's International Press, 1998.
- Justice and Caring: The Search for Common Ground in Education (co-author with Michael S. Katz and Kenneth A. Strike). Professional Ethics in Education series. New York: Teachers College Press, 1999. Publisher's promotion
- Uncertain Lives: Children of Promise, Teachers of Hope (co-author with Robert V. Bullough). New York: Teachers College Press, 2001.
- Educating Moral People. New York: Teachers College Press, 2002.
- Starting at Home: Caring and Social Policy. Berkeley: University of California Press, 2002. Publisher's promotion Review
- Happiness and Education. Cambridge: Cambridge University Press, 2003. Publisher's promotion
- Critical Issues in Education: Dialogues and Dialectics (Co-author with Jack L. Nelson, Stuart B. Palonsky, and Mary Rose McCarthy). 2003
- No Education Without Relation (Co-author with Charles Bingham, and Alexander M. Sidorkin). Counterpoints: Studies in the Postmodern Theory of Education, 259. Peter Lang Publishing, 2004. Publisher's promotion
- Educating Citizens for Global Awareness(editor). New York: Teachers College Press, 2005. Boston Research Center for the 21st Century Publisher's promotion
- Critical Lessons: What Our Schools Should Teach. Cambridge: Cambridge University Press, 2006. Publisher's promotion
- Moral Matters: Five Ways to Develop the Moral Life of Schools (co-author with Barbara Senkowski Stengel, and R. Tom Alan). New York: Teachers College Press, 2006.
- Education and Democracy in the 21st Century. Teachers College Press, 2013.
- A Richer, Brighter Vision for American High Schools. Cambridge: Cambridge University Press,

### På dansk
- Pædagogisk filosofi. Klim, 1997